# Johann Jakob Quandt
Johann Jakob Quandt (in lituano Jonas Jokūbas Kvantas; Königsberg, 27 marzo 1686 – Königsberg, 17 gennaio 1772) è stato un teologo e bibliotecario tedesco.
Si oppose al Pietismo, ma simpatizzò con il Wolffismo. È noto per aver sponsorizzato la prima traduzione completa della Bibbia in lituano, la Bibbia di Quandt del 1735. Era anche un bibliotecario della Biblioteca pubblica di Königsberg (primo bibliotecario, 1714-18).
Era considerato un eccellente predicatore, Federico il Grande lo definì il miglior predicatore. Nel 1743 pubblicò un inno in risposta all'inno pietista di Georg Friedrich Rogall.